# Baba (mitología)

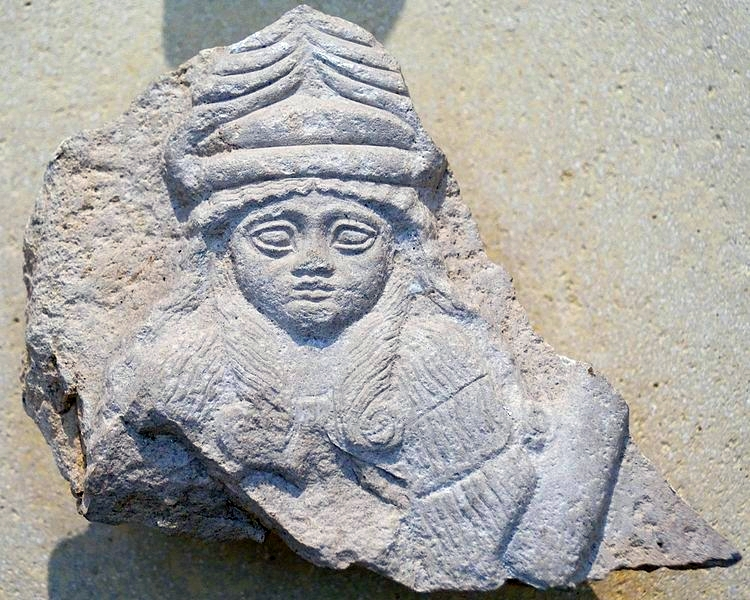
Busto de una diosa, probablemente Baba, llevando una especie de tiara con cuernos, símbolo de su divinidad. Período neosumerio (2150-2100a. C.). De Telloh, antigua Girsu, Museo del Louvre.

Baba o Bau (de Ba’u; ba-u2, con los caracteres u2 y ba6), en la mitología sumeria y acadia, llamada más tarde Ninisina o Gula, es la diosa de la sanación y divinidad tutelar de Lagash, hija de la diosa madre Gatumdu y por tanto, nieta del panteón supremo sumerio, a quien a veces, al referirse a él, llama "padre" (lo que puede dar lugar a equívocos). Probablemente tuvo un origen local como diosa madre y también se la llamaba  "Señora de la abundancia", por controlar la fertilidad de los animales y los seres humanos.
Fue esposa del dios de la guerra, Ningirsu, con el que tuvo siete hijas, incluyendo a Hegir-Nuna (Gangir).
Su nombre, que significa "ladrido" o "guau" (bau), probablemente tiene un origen onomatopéyico del ladrido de un perro y a veces, se la representaba con la cabeza de un perro. Textos encontrados en las ruinas de Lagash, datados del reinado del reformador Urukagina (2364 - 2342 a. C.) revelan que su esposa Sasa realizaba negocios en nombre de la "Casa o Templo de la diosa Baba".
El rey de Lagash, Urbaba (Ur-Baba, "el hombre de Baba") tomó su nombre en homenaje a la diosa. Más tarde, los reyes Urukagina y Gudea (que se autodenominaba "hijo de Baba"), la dieron un trato preferente en el culto. Como esposa de Ningirsu, fue adorada también en Girsu. 

## Templos dedicados
Tenía un importante templo en Lagash (llamado E-bau) y otro en Girsu (llamado E-tar-sirsir), pero también era venerada en Ur y en Irikug (templo E-ngalga-sud "La casa que extiende consejos a lo largo y a lo ancho". En textos sumerios de la Primera Dinastía de Lagash se afirmaba que el tamaño de los terrenos que pertenecían a su templo era de 4500 ha y que contaba con 1200 trabajadores. En textos de Girsu del período protodinástico, se contabilizaba que en su templo trabajaban 188 esclavas.
En los templos se celebraban grandes fiestas como la que tenía lugar en otoño en Lagash, que duraba cuatro días, donde se concentraban los peregrinos que venían a depositar sus ofrendas y se celebraban sacrificios para honrar a sus ancestros. La diosa, podría así mediar entre las deidades enojadas y los humanos procurándoles principalmente la sanación . En Girsu se celebraba una importante Fiesta del Año Nuevo, que duraba siete días, en donde, como en otros lugares mesopotámicos, se celebraba un rito de "Matrimonio sagrado" donde el propio rey, en representación de Ningirsu tomaba a la suprema sacerdotisa de la diosa Baba en conmemoración de la continua renovación de la vida terrenal.